# Nyctimeninae
De Nyctimeninae zijn een onderfamilie van vleermuizen uit de familie van de vleerhonden (Pteropodidae). De onderfamilie telt twee geslachten.

## Geslachten
De onderfamilie telt twee geslachten.
- Nyctimene
- Paranyctimene